# Force India VJM08
El Force India VJM08, y su versión VJM08B, es un monoplaza de Fórmula 1 diseñado por Andrew Green para el equipo Sahara Force India F1 Team para competir en la temporada 2015 de Fórmula 1. Fue conducido por la misma pareja de 2014: Nico Hülkenberg y Sergio Pérez.

## Historia
El coche fue presentado por primera vez en un evento en el Museo Soumaya en Ciudad de México el 21 de enero de 2015.
A partir del Gran Premio de Gran Bretaña Force India introdujo una serie de mejoras y el monoplaza es rebautizado como el VJM08B.
En el GP de Rusia Checo Pérez terminó en el tercer puesto después de una sufrida carrera y una gran estrategia en el manejo de neumáticos con 41 vueltas de su segundo stint y a partir de un auto de seguridad en la vuelta 12 producido por Romain Grosjean.

## Referencias

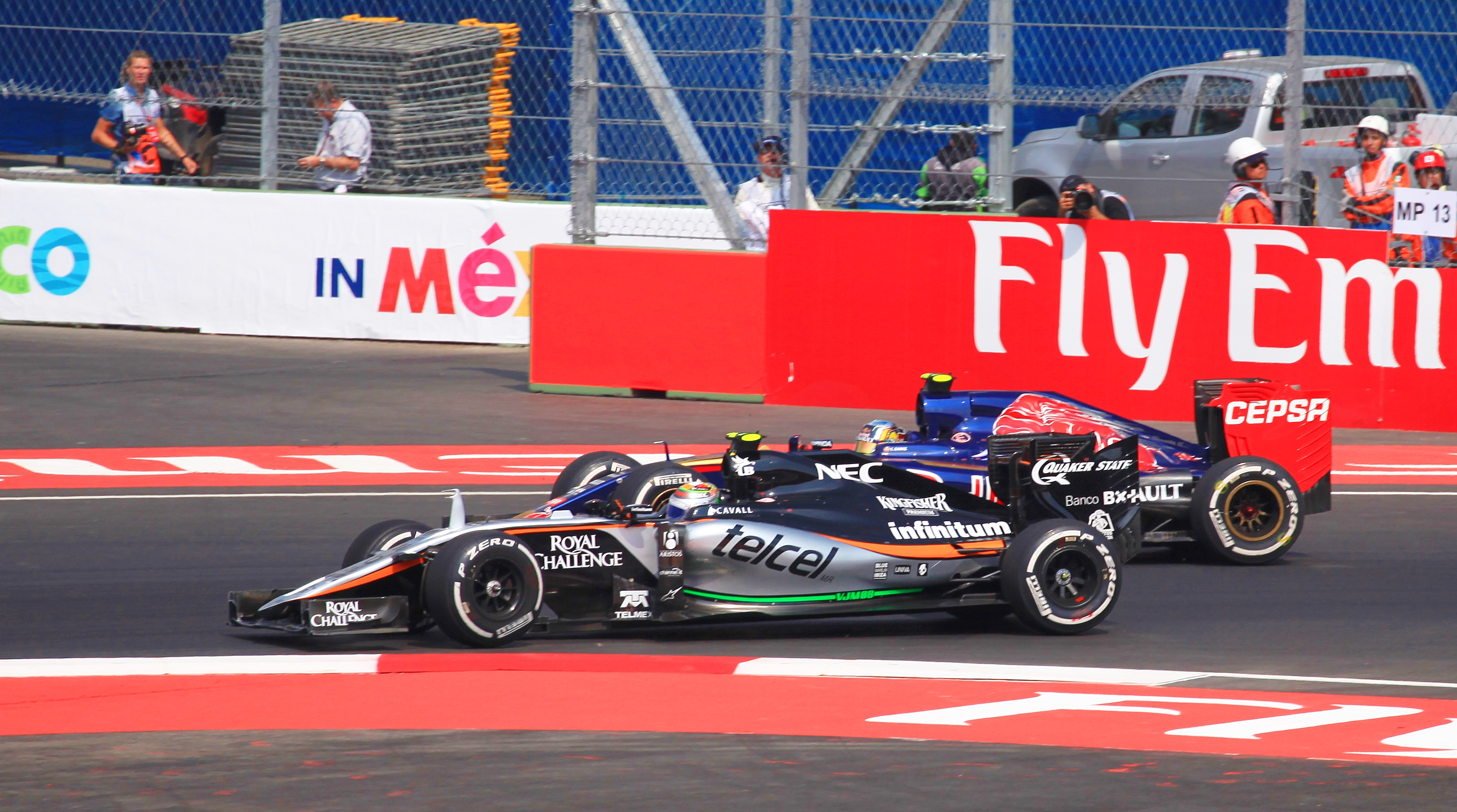
Checo Pérez a bordo del VJM08B rebasando a Carlos Sainz Jr. en el GP de México 2015

## Resultados
(Clave) (negrita indica pole position) (cursiva indica vuelta rápida)

| Año  | Chasis       | Motor                               | Neu. | N.º | Pilotos         | 1   | 2   | 3   | 4   | 5   | 6   | 7   | 8   | 9   | 10  | 11  | 12  | 13  | 14  | 15  | 16  | 17  | 18  | 19  | Puntos | Pos. |
| ---- | ------------ | ----------------------------------- | ---- | --- | --------------- | --- | --- | --- | --- | --- | --- | --- | --- | --- | --- | --- | --- | --- | --- | --- | --- | --- | --- | --- | ------ | ---- |
| 2015 | VJM08 VJM08B | Mercedes PU106B Hybrid 1.6 V6 Turbo | P    |     |                 | AUS | MYS | CHN | BHR | ESP | MON | CAN | AUT | GBR | HUN | BEL | ITA | SIN | JPN | RUS | USA | MEX | BRA | ABU | 136    | 5º   |
| 2015 | VJM08 VJM08B | Mercedes PU106B Hybrid 1.6 V6 Turbo | P    | 11  | Sergio Pérez    | 10  | 13  | 11  | 8   | 13  | 7   | 11  | 9   | 9   | Ret | 5   | 6   | 7   | 12  | 3   | 5   | 8   | 12  | 5   | 136    | 5º   |
| 2015 | VJM08 VJM08B | Mercedes PU106B Hybrid 1.6 V6 Turbo | P    | 27  | Nico Hülkenberg | 7   | 14  | Ret | 13  | 15  | 11  | 8   | 6   | 7   | Ret | Ret | 7   | Ret | 6   | Ret | Ret | 7   | 6   | 7   | 136    | 5º   |